# 35-я общевойсковая армия
35-я общевойсковая Краснознамённая армия (сокр. 35 ОА, в/ч 62825) — оперативное объединение Восточного военного округа Сухопутных войск Российской Федерации. Управление армии дислоцируется в г. Белогорск Амурской области.

## Предшественник
35-я Краснознамённая общевойсковая армия является правопреемником 29-го стрелкового корпуса, сформированного по решению Ставки Верховного Главнокомандования в 1943 г. на базе Пензенского артиллерийского училища. Корпус вошёл в состав 13-й армии Центрального фронта под командованием К. К. Рокоссовского.
15 июля, через 4 дня после завершения формирования, корпус получил боевое крещение. 5 августа освобождал город Орёл. В конце сентября 1943 г. части корпуса достигли Днепра, и 16 октября, после 6-дневной подготовки форсировали его севернее г. Лоева.
С 10 по 30 ноября 1943 г. соединения и воинские части корпуса в рамках операции «Багратион» по освобождению Белоруссии вели бои на Рогачёвском плацдарме, участвовали в разгроме Бобруйской группировки. Начиная с 5 августа 1944 г., за 36 дней боев, пройдя около 550 км по Белоруссии, корпус во второй половине августа вышел в Восточную Польшу. Преодолевая упорное сопротивление противника, воины корпуса захватили важный стратегический плацдарм на западном берегу реки Нарев в районе г. Ружаны (южнее Остроленка), на котором вели кровопролитные бои с начала сентября 1944 г. до начала общего наступления 14 января 1945 г.
В ходе Восточно-Прусской наступательной операции дивизии корпуса пробились к морю через 2 мощных оборонительных рубежа и 3 укрепрайона: Млавский, Алленштейнский и Хейльсбергский. Участвуя 13 — 29 марта в разгроме Хейльсбергской группировки противника, своими активными действиями содействовали штурму городов-крепостей Кёнигсберг и Пиллау (ныне Калининград и Балтийск). В апреле 1945 г. части корпуса форсировали залив Фришес-Хафф и вели напряжённые бои с остатками войск противника на косе Фрише-Нерунг.
День Победы воины корпуса встретили юго-восточнее Данцига (ныне Гданьск). За мужество и героизм, проявленные в годы Великой Отечественной войны, 48 воинам корпуса присвоено высокое звание Героя Советского Союза. Трое из них: старший лейтенант И. Ладушкин, младший лейтенант В. Леваков и сержант Н. Носуля — навечно зачислены в списки объединения. В годы войны части корпуса 6 раз отмечались в приказах Верховного Главнокомандующего.
После окончания Великой Отечественной войны корпус был передислоцирован в Прибалтику, где вошёл в состав частей Прибалтийского военного округа (ПрибВО), а в июне 1945 г. передан в Кубанский военный округ. 15 июня 1946 г., после расформирования Кубанского военного округа, корпус передислоцирован в г. Краснодар Северо-Кавказского военного округа и преобразован в горнопехотный корпус.
В апреле 1966 г. в связи с обострением обстановки на дальневосточных границах управление 29-го стрелкового корпуса прибыло на новое место постоянной дислокации — в г. Белогорск Амурской области. 22 февраля 1968 г. Указом Президиума Верховного Совета СССР за большие заслуги в деле защиты Родины, успехи в боевой подготовке и в связи с 50-летием Советской армии и Военно-морского флота объединение награждено орденом Красного Знамени.

## История
25 июня 1969 г. в соответствии с приказом Министра обороны СССР управление 29-го армейского стрелкового корпуса переформировано в полевое управление 35-й общевойсковой армии.
Днём образования объединения считается 15 июня 1943 г. В этот же день — 15 июня — отмечается годовой праздник 35-й Краснознамённой общевойсковой армии.

### Вторжение России на Украину
3 июня 2022 года американский Институт изучения войны (ISW) сообщил о почти полной ликвидации 35-й общевойсковой армии в боях под Изюмом, со ссылкой на российского военного-блогера, и по его словам причина уничтожения заключается в некомпетентности российского командования. Блогер заявил, что командиры не смогли учесть боевые задачи и от 64-й и 38-й гвардейских мотострелковых бригад осталось менее сотни солдат. Также сообщалось о том, что командование не смогло нормально обеспечить военных техникой и шифрованной связью с командирами, а солдатам приходилось пользоваться обычными телефонными мессенджерами. Бойцы Вагнера отказались помочь в данных военных действиях. ISW отметил, что не может независимо подтвердить слова от российских источников, но данные согласуются с предыдущими сообщениями о большом количестве потерь РФ на Изюмском направлении.
В середине июня 2023 в ходе украинского контрнаступления на юге Украины ракетным ударом был убит начальник штаба 35-й армии генерал-майор Горячев, Сергей Владимирович.
3 марта 2025 года Указом президента Российской Федерации 35-му полку РХБЗ присвоено почётное наименование «гвардейский» за «массовый героизм и отвагу, стойкость и мужество проявленные личным составом полка в боевых действиях по защите Отечества и государственных интересов в условиях вооружённых конфликтов».

## Структура

### 1988 год
В составе армии управление, части армейского подчинения, 5 дивизий и 1 укрепрайон (до 2009 г.):
- Управление командующего, штаб, 786-я рота охраны и обеспечения (г. Белогорск);
- 21-я гвардейская танковая Витебская ордена Ленина Краснознамённая ордена Суворова дивизия (г. Белогорск);
- 67-я мотострелковая дивизия (г. Сковородино)[a];
- 192-я мотострелковая дивизия (г. Благовещенск, г. Свободный, г. Шимановск)[b];
- 265-я мотострелковая Выборгская дивизия (Белогорск-15 (Возжаевка))[c];
- 266-я мотострелковая Артемовско-Берлинская Краснознамённая, ордена Суворова дивизия (г. Райчихинск)[d];
- 12-й укреплённый район (г. Благовещенск).
- 165-я пушечная артиллерийская бригада (с. Никольское);
- 153-я ракетная бригада (г. Белогорск);
- 71-я зенитная ракетная бригада (с. Среднебелая);
- 43-я бригада материального обеспечения (с. Томичи);
- 49-й отдельный танковый полк (г. Белогорск);
- 394-й отдельный вертолётный полк (с. Среднебелое);
- 156-й отдельный радиотехнический полк;
- 38-й реактивный артиллерийский полк (с. Берёзовка);
- разведывательный артиллерийский полк (с. Берёзовка);
- 54-й отдельный полк связи (г. Белогорск);
- 1719-й отдельный радиорелейно-кабельный батальон (с. Поздеевка);
- 102-й отдельный батальон РЭБ (ст. Ледяная);
- 253-й отдельный батальон разведки ОсНаз ГРУ (г. Белогорск);
- 1899-й отдельный радиотехнический батальон (с. Панино),
- 1283-й отдельный инженерно-сапёрный батальон (с. Берёзовка);
- отдельный понтонно-мостовой батальон (Джалинда);
- 396-й отдельный разведывательный артиллерийский дивизион (с. Никольское);
- 178-я отдельная вертолётная эскадрилья (г. Белогорск);
- отдельная эскадрилья беспилотных средств разведки (г. Белогорск);
- отдельный батальон химической защиты (г. Белогорск);
- 827-я отдельная рота спецназа ГРУ (г. Белогорск);
- 6508-я ремонтно-восстановительная база (с. Возжаевка);
- 668-й узел связи (г. Белогорск);
- 14-й отдельный бронепоезд БП-1 (пгт Магдагачи);
- 15-й отдельный бронепоезд БП-1 (г. Свободный);
- 16-й отдельный бронепоезд БП-1 (пгт Архара);

### 2020 год
- Управление;
- 38-я отдельная гвардейская мотострелковая Витебская ордена Ленина, Краснознамённая, ордена Суворова бригада, в/ч 21720 (п. Екатеринославка);
- 64-я отдельная гвардейская мотострелковая бригада, в/ч 51460 (пос. Князе-Волконское-1);
- 69-я отдельная Свирско-Померанская Краснознамённая, ордена Красной звезды Амурская казачья бригада прикрытия в/ч 61424 (с. Бабстово);
- 107-я ракетная Мозырская ордена Ленина, Краснознамённая бригада, в/ч 47062 (г. Биробиджан/п. Семисточный);
- 165-я гвардейская артиллерийская Пражская Краснознамённая, орденов Кутузова и Богдана Хмельницкого бригада, в/ч 02901 (п. Никольское);
- 71-я гвардейская зенитная ракетная бригада, в/ч 01879 (г. Белогорск);
- 54-я ордена Красной Звезды бригада управления, в/ч 53790 (г. Белогорск);
- 35-й гвардейский полк радиационной, химической и биологической защиты, в/ч 59792 (г. Белогорск);
- 318-й отдельный радиотехнический полк, в/ч 63554, Амурская область, г. Белогорск.
- 82-й отдельный ремонтно-восстановительный батальон, в/ч 98673, Амурская область, г. Белогорск.
- 4729 зенитная техническая ракетная база, в/ч 06455, Амурская область, п. Томичи.
- 643-й командный пункт ПВО (г. Белогорск);
- 714-й командный разведывательный центр, в/ч 32863 (г. Белогорск).[11]
- 63-я отдельная рота СпН.

## Командование
- Зарудин, Юрий Фёдорович, генерал-майор, с апреля 1970 генерал-лейтенант (июнь 1969 — февраль 1973)
- Потапов, Юрий Михайлович, генерал-лейтенант (февраль 1973 — декабрь 1975)
- Дубинин, Вячеслав Васильевич, генерал-майор, с февраля 1978 генерал-лейтенант (январь 1976—1979)[12]
- Морозов, Иван Сергеевич, генерал-майор, с ноября 1983 генерал-лейтенант (1982 — сентябрь 1984)
- Кузьмин, Фёдор Михайлович, генерал-майор, с ноября 1985 генерал-лейтенант (сентябрь 1984 — февраль 1987)
- Котин, Валерий Иванович, генерал-майор, (февраль 1987 — октябрь 1988)[13]
- Топоров, Владимир Михайлович, генерал-лейтенант (октябрь 1988 — август 1989)
- Высоцкий, Евгений Васильевич, генерал-лейтенант (август 1989 — сентябрь 1991)
- Майоров, Александр Николаевич, генерал-лейтенант (сентябрь 1991 — декабрь 1993)
- Малахов, Евгений Николаевич, генерал-лейтенант (декабрь 1993 — июнь 1996)
- Нутрихин, Анатолий Михайлович, генерал-лейтенант (июнь 1996 — август 1999)
- Кутиков, Александр Владимирович, генерал-лейтенант (август 1999 — июнь 2002)
- Салюков, Олег Леонидович, генерал-лейтенант (июнь 2002 — ноябрь 2003)
- Богдановский, Николай Васильевич, генерал-лейтенант (ноябрь 2003 — июнь 2006)
- Турченюк, Игорь Николаевич, генерал-лейтенант (июнь 2006 — март 2011)
- Соломатин, Сергей Витальевич, генерал-лейтенант (апрель 2011 — январь 2017)
- Чеботарёв, Сергей Валерьевич, генерал-лейтенант (январь 2017 — сентябрь 2020)
- Санчик, Александр Семёнович, генерал-лейтенант (сентябрь 2020—2023)
- Нырков, Сергей Семёнович, генерал-майор (2023 — н.в.)

## Награды
- Орден Красного Знамени — 22 февраля 1968 года, по преемственности от 29-го стрелкового корпуса.